# Actinostrobus
Actinostrobus — рід хвойних рослин родини кипарисових. Це рід трьох видів: Actinostrobus acuminatus, Actinostrobus arenarius, Actinostrobus pyramidalis.

## Поширення, екологія
Усі три види обмежуються порівняно невеликою частиною південно-західної Австралії. A. pyramidalis й A. arenarius зазвичай зустрічаються з іншим хвойним, Callitris preissii. Actinostrobus і C. preissii — це всі хвойні австралійського посушливого регіону. 

## Морфологія
Однодомні кущі або невеликі дерева з гладкою, тонкою, шаруватою корою. Гілки короткі й сильні, утворюють конічну або чагарникоподібну крону. Листки вічнозелені, на молодих деревах голчасті, 10–20 мм в довжину, на дорослих лускоподібні, 2–8 мм в довжину. Листя розташоване в шість рядів уздовж гілок. Чоловічі шишки довгасті або дещо кульові. Жіночі шишки ростуть вертикально, дозрівають в перший рік, від яйцюватих до кулястих; з шістьма трикутних, рифлених, дещо перекритих лусок на центральній осі; кожна луска містить 3-криле насіння. Насіння коричневе; воно виділяє жовтувату фарбу, якщо придушити. Сім'ядолі 2. Хромосоми, 2n = 22, що є звичайним для Cupressaceae.

## Використання
Деревина Actinostrobus легка, м'яка і ароматна, але рослини занадто малі для істотного використання. Їх іноді саджають як декоративні чагарники, але їх застосування обмежене високими ризики, обумовленими їх дуже високою горючістю в пожежах.